# Laurent Naud
Pour les articles homonymes, voir Naud.
Laurent Naud (11 septembre 1909 à Sainte-Thècle, Québec, Canada - 4 mars 1992 à Sainte-Thècle) a été un homme d'affaires québécois exploitant une manufacture de bois et un commerce de matériaux de construction à Sainte-Thècle. Il s’est marié le 24 juin 1940 en l’église de Sainte-Thècle à Madeleine Lafrance. Ce couple compte dix enfants baptisés à Sainte-Thècle. Cinq générations de la famille Naud ont marqué l’histoire de Sainte-Thècle par leurs rôles en affaires et commerçants.

## Alfred Naud
Alfred Naud (marié à Marie Hamelin) qui résidait alors au rang St-Joseph, a commencé en 1878 l’exploitation d’un moulin à scie en harnachant les chutes à la tête de la rivière des envies à l’embouchure du lac Travers. Ce moulin à farine aurait été démoli entre 1890 et 1898 Alfred Naud devient président de la Commission scolaire de Sainte-Thècle le 28 août 1910. Il a été maire de Sainte-Thècle de 1899 à 1901.
Alfred établit un moulin à scie rue Saint-Gabriel (près du coin de la rue Saint-Joseph), au village de Sainte-Thècle. Un incendie détruisit entièrement ce moulin en 1911. Alfred Naud s’était construit une résidence à côté du moulin; il y opéra peu de temps la centrale de téléphone du village.

## Pierre Naud
En 1890, l’un de leur fils, Pierre Naud, ouvrit un atelier de portes et fenêtres au troisième étage de sa résidence de la rue Masson dans le village d’en bas de Sainte-Thècle. En 1905, le commerce prenant de l’ampleur, Pierre Naud ouvrir alors un plus grand atelier en bâtissant l’atelier à côté de la maison. En 1932, un incendie détruisit entièrement cet atelier.
Pierre Naud rebâtit son usine de portes et fenêtres, ainsi qu’une menuiserie. Subséquemment, il aménagea un magasin pour la vente de matériaux de construction, de peinture et de quincaillerie. Pierre Naud (1869-1939) (1er mar.: à Delphine Richard; 2e mar.: à Émérentienne Perron) avait été à l’école jusqu’à l’âge de huit ans; il décéda le 23 avril 1939.

## Laurent Naud
Laurent Naud (1909-1992) commença à travailler à temps plein pour l’entreprise de son père dès l’âge de huit ans. Parmi ses implications publiques, Laurent Naud a été membre durant de longues années dans la brigade locale contre l'incendie. Il a aussi siégé durant quatre termes comme conseiller municipal au village. Il a participé au secours aux sinistrés à la Société canadienne de la Croix-Rouge, section de Grand-Mère et région.

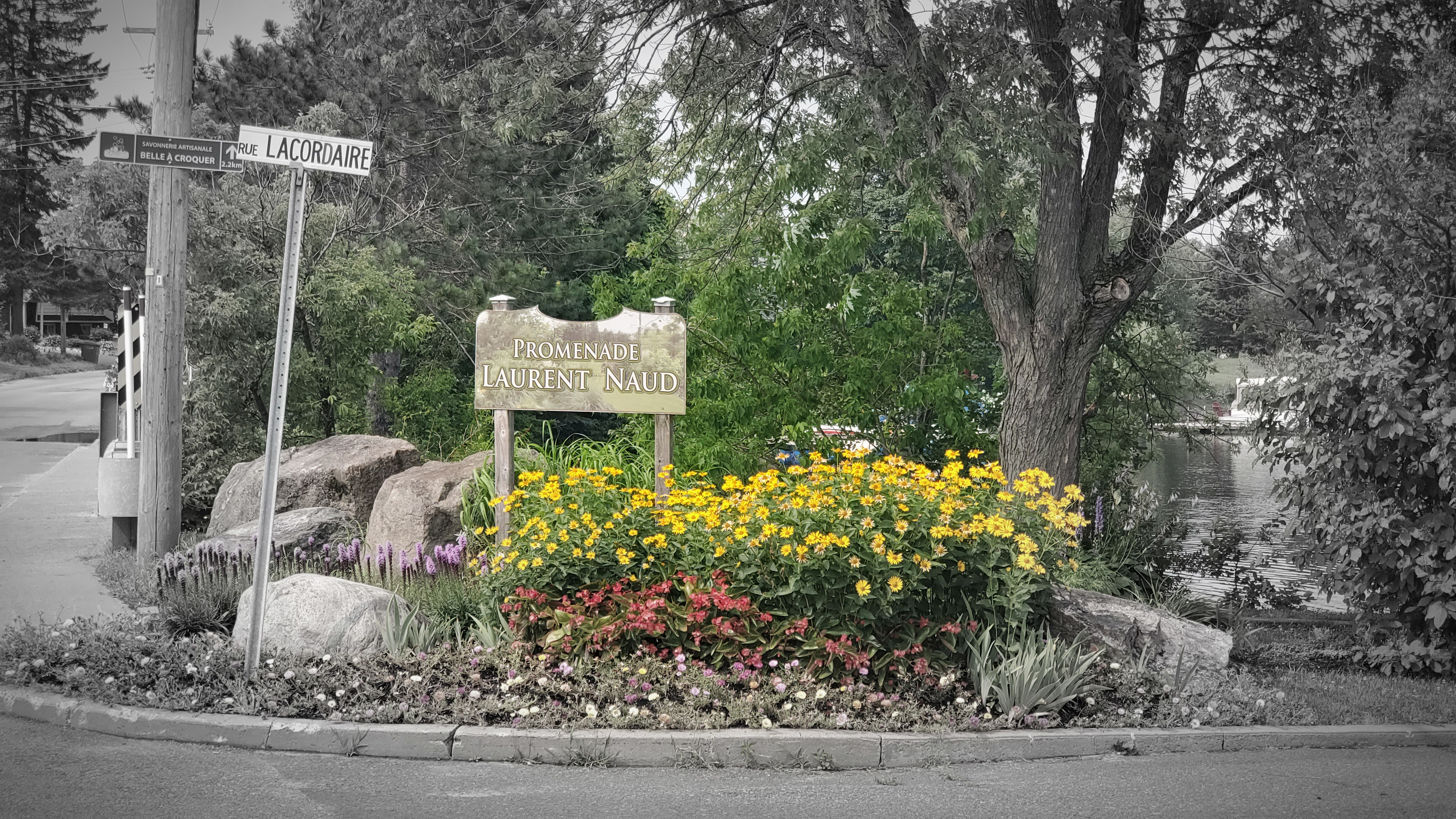
Vue du début de la Promenade Laurent Naud (près du pont de la rue Du Pont), longeant la rue Lacordaire et le lac Croche

Il a été membre honoraire de la Commission du centenaire de Sainte-Thècle dont les festivités se sont déroulées en 1973-1974,. Il a aussi été membre fondateur du conseil 2817 des Chevaliers de Colomb de Sainte-Thècle, fondé en 1940.
À la suite du décès de son père, Laurent Naud (fils de Pierre Naud et d’Émérentienne Perron) prit alors la relève de l’entreprise qui conservera la dénomination sociale de Pierre Naud Enr. Cette entreprise prend alors de l’expansion régionale en desservant le marché de Shawinigan et de La Tuque. En sus, l’entreprise se lance dans la construction de maisons, d’écoles, de camps forestiers et dans la rénovation générale. Pierre Naud Enr a été l’entrepreneur général ayant construit en 1954 du collège Masson à Sainte-Thècle.

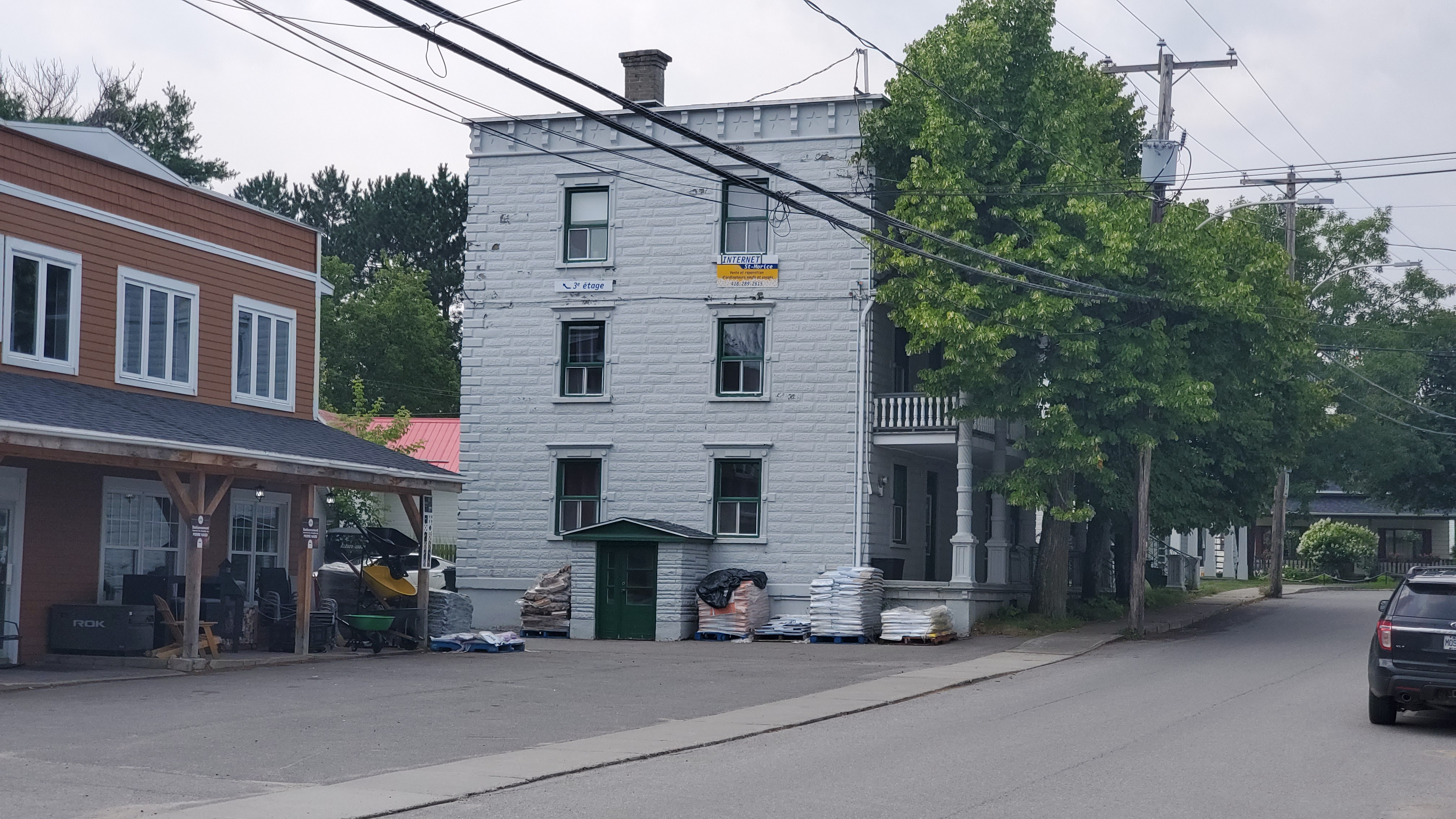
Magasin (à gauche) et ex-maison de Pierre, puis Laurent Naud, rue Masson, à Sainte-Thècle, en 2021

En 1950, l’entreprise lance une usine de débitage, sciage et rabotage du bois, un séchoir à bois et des entrepôts. Dans les années 1970, l’entreprise aménage deux nouveaux entrepôts de matériaux. L’entreprise occupait alors entre 40 et 50 employés à temps plein dont les préposés aux machines-outils, les menuisiers, les livreurs et les commis. L’entreprise disposait d’une vaste cour à bois (entre le lac des Chicots et la rue Masson), divers entrepôts pour ranger notamment les matériaux de revêtement, un atelier à bois où l’on fabriquait les fameuses ouvertures « Piernaud » et un magasin au service du constructeur.
En 1973, 25 unités motorisées étaient requises pour faire actionner toutes les machines de la manufacture. L’entreprise utilisait alors six camions pour la livraison et de la manipulation du bois. L’atelier et le commerce requérait alors un million et demi de pieds linéaires de bois par année. Les principaux clients industriels ont été notamment la Consolidated Bathurst et la C.I.P.
L’entreprise « Pierre Naud inc » a obtenu ses lettres patentes le 25 novembre 1964 et établit son bureau-chef au 281 rue Masson, Sainte-Thècle. Cette corporation a été fondée par Laurent Naud, industriel, son épouse Madeleine Lafrance, ménagère et Pierre Naud, étudiant. Deux frères de Laurent, Minville et Célien, ont œuvré dans cette entreprise.

## Jacques Naud et Michel Lebel
Laurent Naud prit sa retraite en 1977. Son fils Jacques Naud et son gendre Michel Lebel continuèrent alors à diriger l’entreprise. Cette même année, l’entreprise procède à la modernisation des usines de portes et fenêtre et de rabotage. En 1979, une seconde succursale s’ajoute à l’entreprise pour desservir le secteur de La Tuque.
En 2006, Marc-André Lebel, fils de Michel Lebel se joint à l’équipe. En 2007 et 2011, l’entreprise rénove les magasins de Shawinigan et de La Tuque. Puis l’entreprise modernise l’usine de portes et fenêtres de Sainte-Thècle ainsi que le magasin.
En 1991, l’entreprise Pierre Naud acquiert un magasin à Shawinigan-Sud. L’expansion se poursuit en 2012 avec l’acquisition d’un magasin BMR du boulevard des Récollets à Trois-Rivières. L’entreprise investit alors 200 000 $ pour l’agrandissement de ce magasin et sa modernisation. L’entreprise y inaugure le plus grand centre de peinture SICO de la Mauricie avec la gamme la plus complète de produits.
En 2015, l’entreprise Pierre Naud inc célébrait son 125e anniversaire de fondation. Un investissement de 100 000$ à l’usine de portes et fenêtres de Sainte-Thècle permet l’achat d’équipements ultramodernes. Pierre Naud inc devient alors la plus ancienne quincaillerie du Québec.
En 2018, deux nouvelles succursales s’ajoutent à la grande famille soit celles de Lac-aux-Sables et de Saint-Ubalde. Au cours de cette même année, l’usine de portes et fenêtres se restructure et impliquant le transfert de l’usine de Shawinigan et de Sainte-Thècle au Lac Saint-Jean. L’entreprise porte alors le nom de portes et fenêtres Fusion.